# هالسوا
هالْسوا (به فنلاندی: Halsua) یک منطقهٔ مسکونی در فنلاند است که در اوستروبوتنیای مرکزی واقع شده‌است.